# میدلتون (آیداهو)
میدلتون (به انگلیسی: Middleton) شهری در شهرستان کانیون ایالت آیداهو است که جمعیت آن در سرشماری سال ۲۰۱۰ میلادی ۵٬۵۲۴ نفر بوده است.